# Chiesa di Sant'Agostino (Genova)
La chiesa di Sant'Agostino è un ex edificio religioso del centro storico di Genova, situato in piazza Renato Negri, nel quartiere del Molo. Sconsacrata, è utilizzata come auditorium e talvolta è sede di rappresentazioni teatrali della vicina compagnia teatrale della Tosse. Nei locali del convento annesso alla chiesa ha sede il Museo di Scultura e Architettura Ligure, inaugurato nel 1984.
Il complesso, assai vasto, sorge quasi alla sommità del colle di Sarzano e si estende tra piazza Sarzano (dove è l'ingresso del museo), stradone Sant'Agostino, piazza Renato Negri e vico dei Tre Re Magi.

## Storia

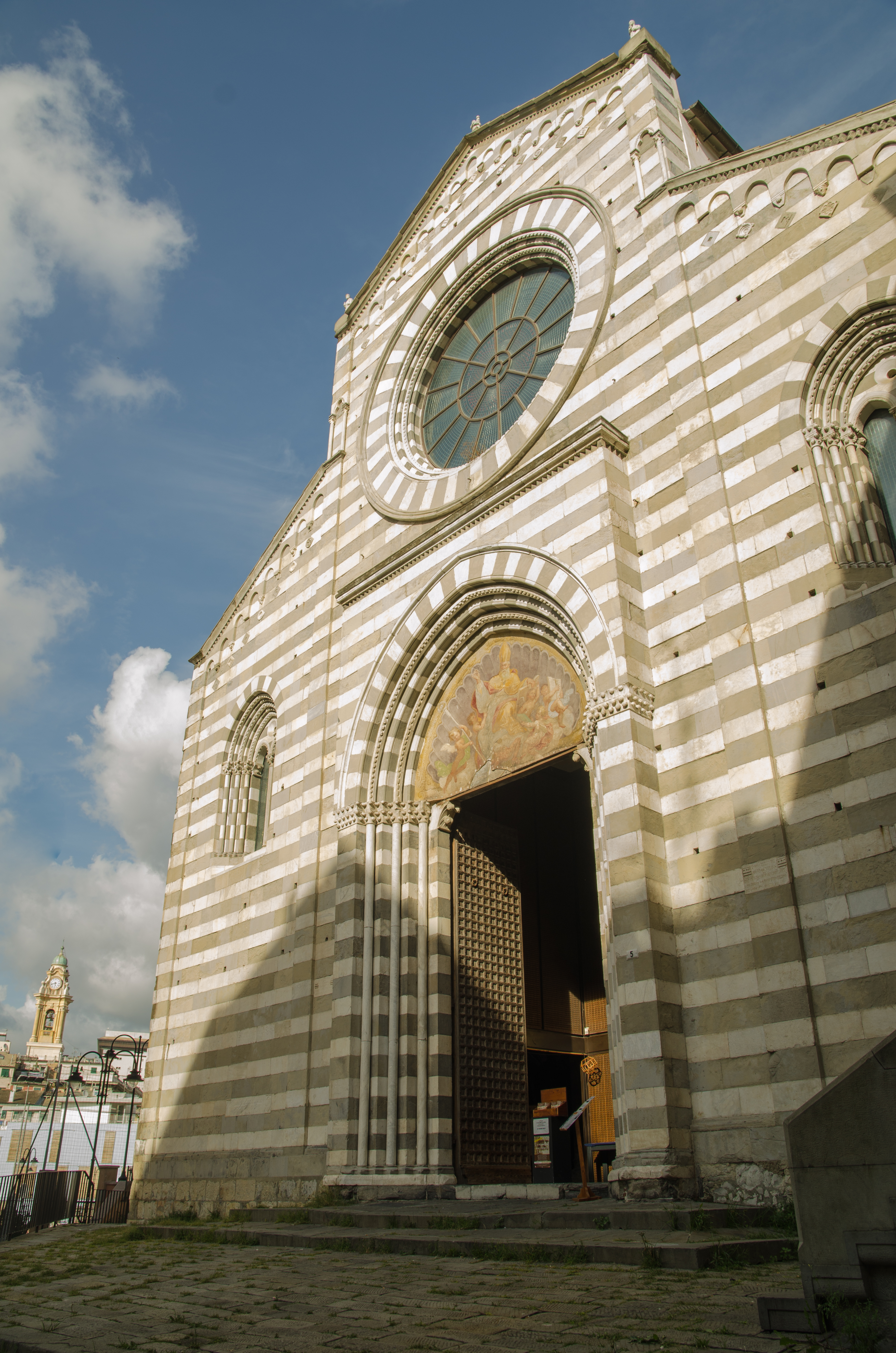
La facciata in ardesia e marmo della chiesa

La chiesa fu fondata dai frati agostiniani intorno al 1260, quando, a seguito della bolla Licet Ecclesiæ Catholicæ emanata il 9 aprile 1256 dal papa Alessandro IV le varie comunità di eremitani agostiniani vennero riunite in un unico grande ordine. In questa circostanza, una di queste comunità, che aveva sede presso la chiesa di Santa Tecla, sulle alture di S. Martino d'Albaro, si trasferì entro le mura di Genova, trovando inizialmente sede in alcune case nei pressi del convento di S. Caterina di Luccoli. Per contrasti con le monache clarisse di S. Caterina i frati agostiniani dovettero trovare un'altra sistemazione; accordandosi con il rettore della chiesa di S. Salvatore in Sarzano nel 1260 poterono iniziare la costruzione della chiesa e dell'annesso convento su terreni ad essa adiacenti. I fondatori dedicarono a S. Tecla anche il nuovo complesso religioso, ma popolarmente fu sempre chiamato "Sant'Agostino" perché officiato dai religiosi di tale ordine.

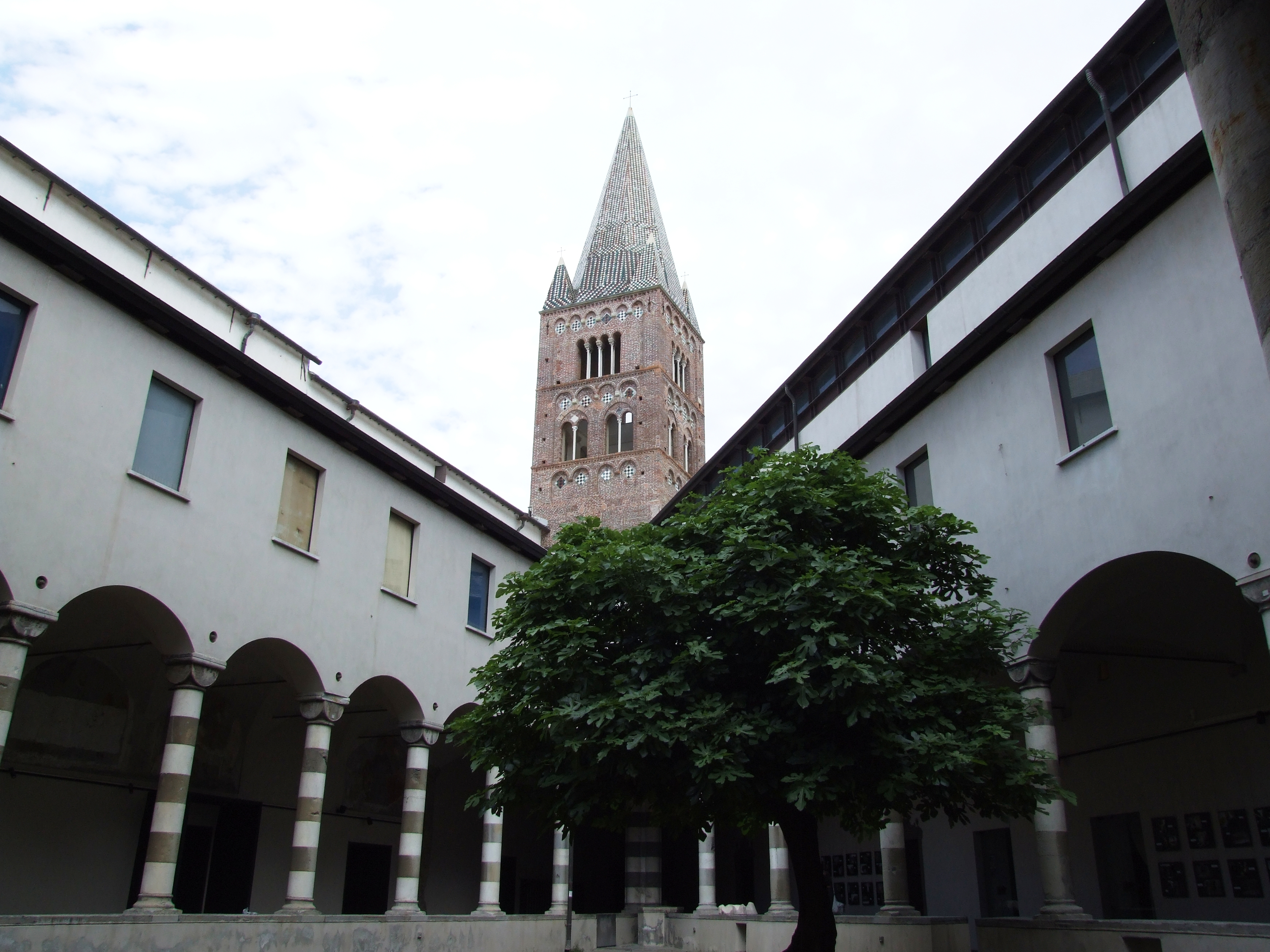
Il chiostro e il campanile

La chiesa vide nel 1270 la nomina dei capitani del popolo Oberto Spinola e Oberto Doria, e quella del primo doge Simone Boccanegra nel 1339. Sarebbero stati proprio i "due Oberti", i diarchi saliti al potere nel 1270, a stabilire che i magistrati del comune, nella ricorrenza dei santi Simone e Giuda Taddeo (28 ottobre) offrissero alla chiesa la cera per le candele e un pallio, tradizione abolita nel 1402 dal maresciallo Boucicault, governatore di Genova per conto del re Carlo VI di Francia.
Alcune modifiche intervennero nel corso dei secoli, in particolare nel XV, XVII e XVIII secolo, con aggiornamenti intonati ai gusti delle varie epoche.
Gli agostiniani dovettero abbandonare il complesso nel 1798, per le leggi sulla soppressione degli ordini religiosi emanate dalla Repubblica Ligure. Dopo l'abbandono del convento la chiesa non tornò più al culto; sconsacrata, fu adibita ad usi civili ed ebbe inizio un lungo periodo di degrado. Depredata delle opere d'arte, fu trasformata in magazzino del Genio militare, in seguito fu affittata a privati e divenne prima l'officina di un fabbro e poi il laboratorio di un falegname; in seguito ospitò un ricreatorio che fece realizzare all'interno un grande palco per rappresentazioni teatrali.
Già intorno alla metà dell'Ottocento avevano iniziato a levarsi proteste sulle condizioni in cui era tenuto l'edificio, proteste di cui si fece promotore anche l'Alizeri, che per primo propose di utilizzare il complesso come museo. Sarebbero però passati quasi ottant'anni prima che, negli anni venti del Novecento, ne fosse deciso il restauro, affidato a Orlando Grosso, per destinarlo a sede del nuovo Museo di Architettura Medioevale. I restauri, completati nel 1932, permisero anche di riportare alla luce gli originari affreschi del Trecento e del Quattrocento.
Nel 1939 nella chiesa fu allestita una grande mostra delle Casacce, le storiche confraternite genovesi: nella navata centrale della chiesa fu ricostruita una processione con i tradizionali Cristi accompagnati dai confratelli con il loro ricco apparato processionale.
I restauri appena conclusi vennero in gran parte vanificati durante la seconda guerra mondiale; in due diverse circostanze, nel 1942 e nel 1944, il complesso venne gravemente danneggiato da bombardamenti aerei, che causarono il parziale incendio del tetto della chiesa e il crollo della volta interna dell'abside. Anche parte del chiostro seicentesco fu distrutta, insieme con gli ambienti sovrastanti. Un primo intervento di messa in sicurezza fu eseguito già nel 1945, poi negli anni successivi fu condotto un restauro conservativo completo.
Nel dopoguerra il complesso fu utilizzato per alcuni decenni come deposito di sculture, frammenti architettonici e affreschi staccati provenienti dalle chiese distrutte, che hanno costituito il nucleo del Museo della Scultura di Sant'Agostino, finalmente aperto nel 1984.
I lavori di sistemazione del museo, condotti dallo studio dell'architetto Franco Albini, vennero eseguiti tra il 1977 e il 1986 e coinvolsero anche la chiesa, che fu trasformata in auditorium e talvolta ospita rappresentazioni della compagnia teatrale della Tosse, che ha sede nella stessa piazza Renato Negri su cui si affaccia il prospetto principale della chiesa.

## Descrizione
La chiesa di Sant'Agostino è una delle poche chiese gotiche sopravvissute a Genova all'espansione urbanistica dell'Ottocento, che ha visto la demolizione di un gran numero di chiese, conventi e oratori.

### Esterno

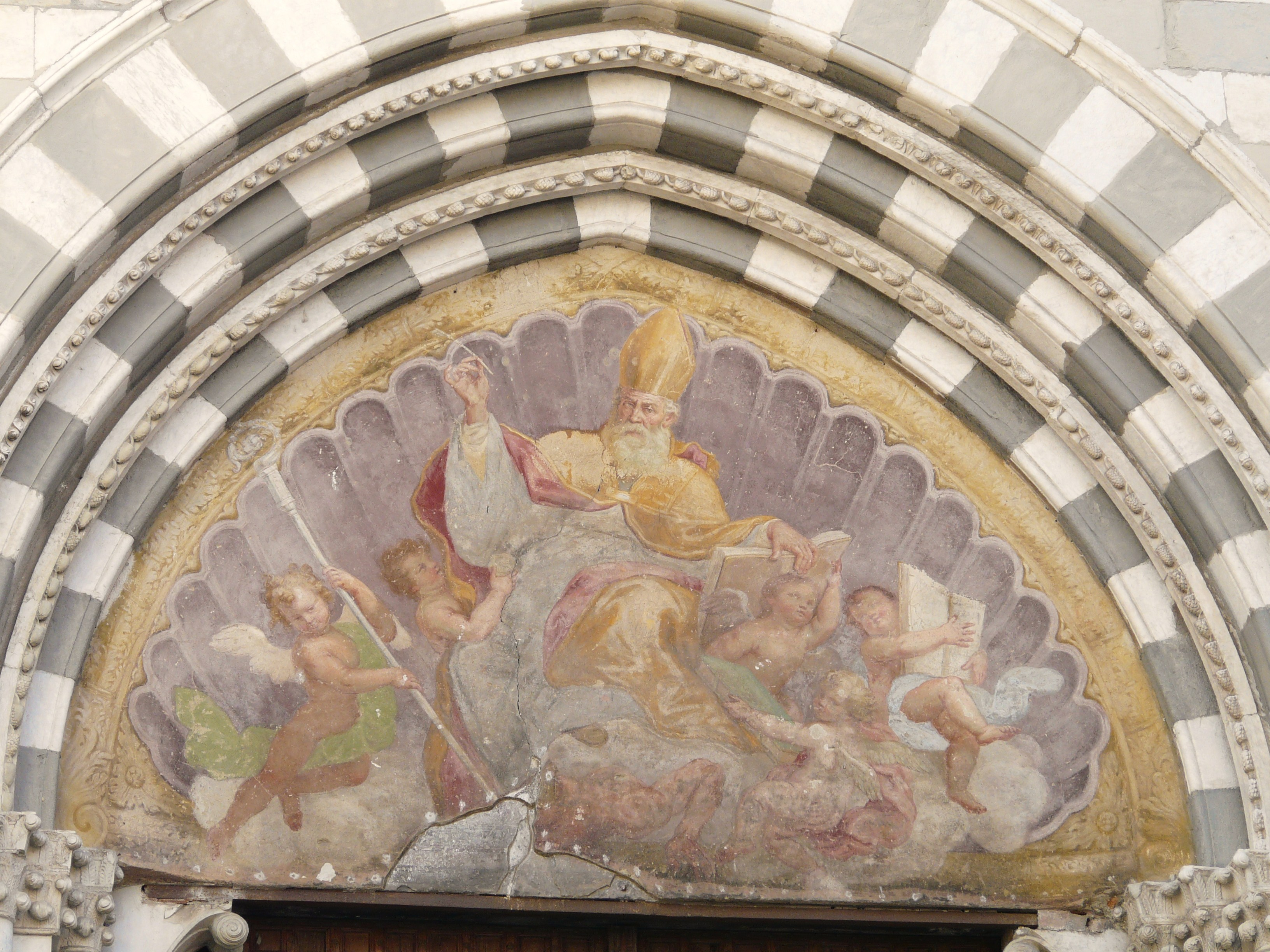
L'affresco sul portale d'ingresso

La chiesa presenta la tipica facciata delle chiese gotiche genovesi, con paramento a fasce bicrome, in marmo bianco e pietra nera di Promontorio. Il prospetto a salienti, tripartito da lesene, ha un portale ad arco acuto su fasci di colonnine, ed un affresco nella lunetta raffigurante sant'Agostino, di Giovanni Battista Merano. In alto è presente un grande rosone aperto sotto un fregio di archetti e due bifore ai lati, che riprendono la stessa struttura del portale.
Sul coronamento della facciata si trovano le copie di tre statue trecentesche (gli originali sono oggi conservati nell'annesso museo) raffiguranti la Madonna col Bambino, San Pietro e Sant'Agostino.

### Interno

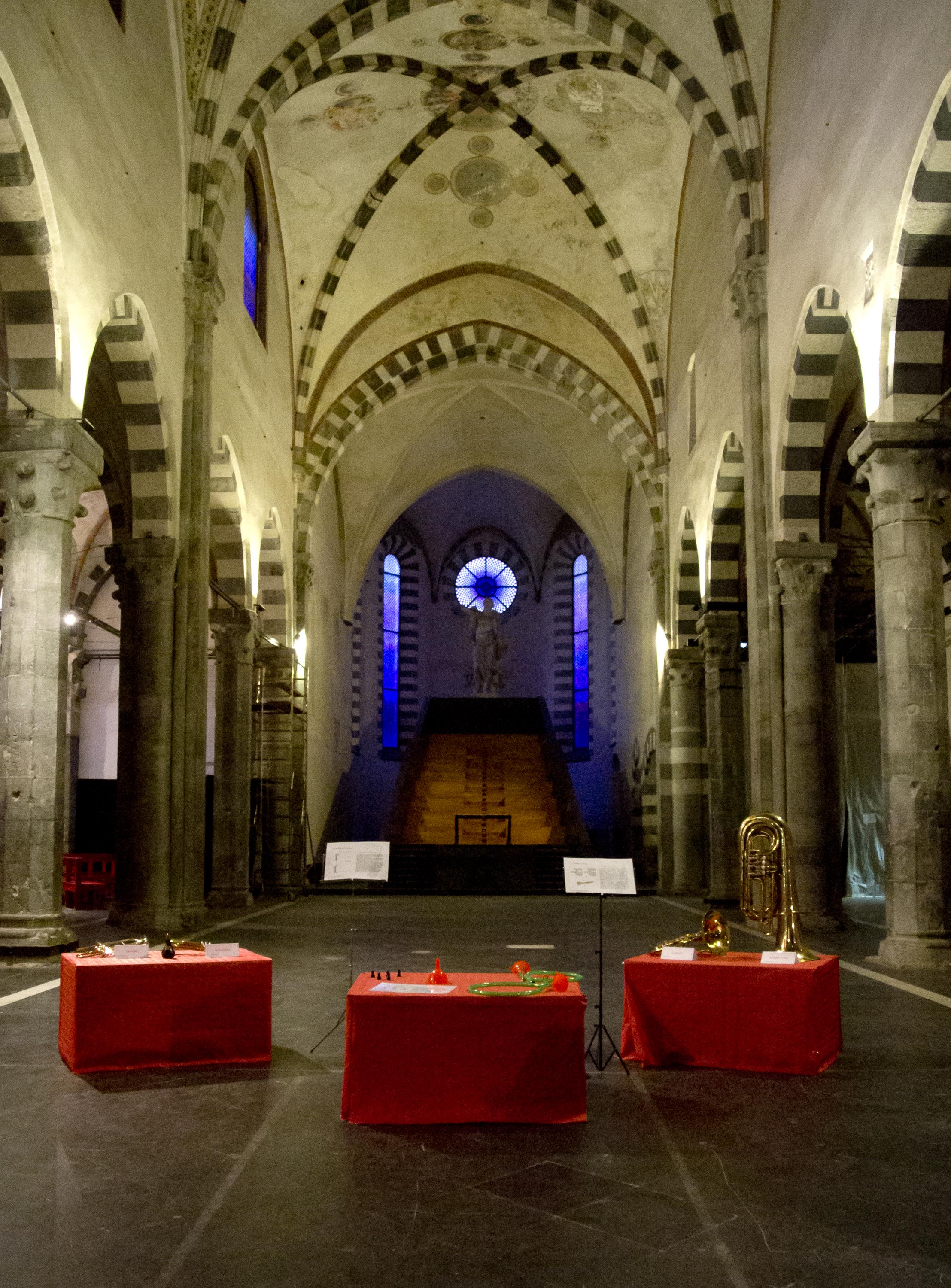
L'interno

L'interno, assai vasto, ha tre navate divise da arcate ogivali che poggiano su robuste colonne in pietra a fasce bianco-nere, con capitelli cubici. Le navate laterali, in cui si aprono numerose cappelle, erano in origine coperte da soffitti a capriate, rialzati nel Quattrocento, mentre nel Seicento si dovette rifare la copertura della navata centrale, pericolante; il coro, invece, ha mantenuto le volte cordonate originali.

### Campanile

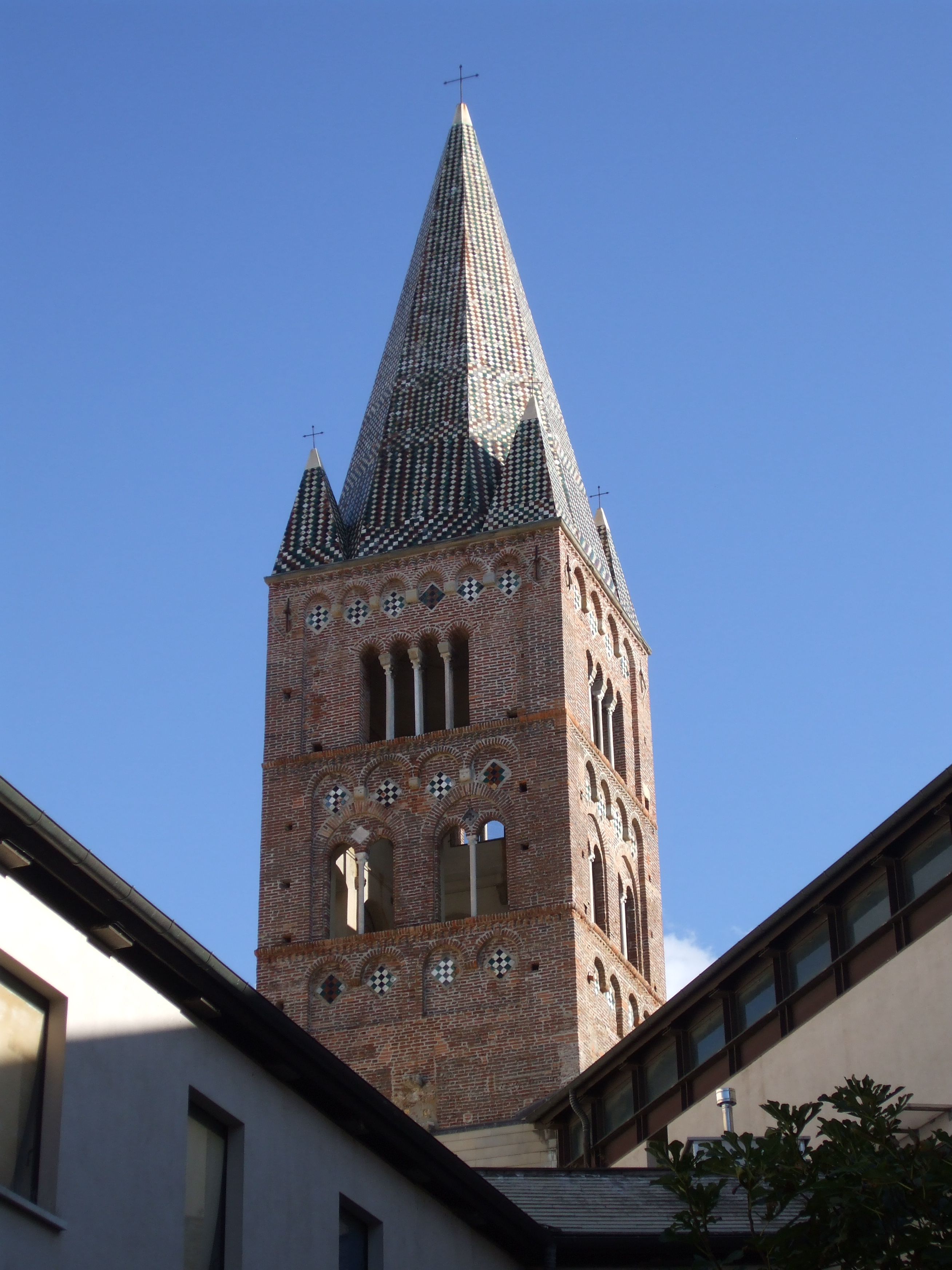
Il campanile

Uno degli elementi più interessanti della chiesa è il maestoso campanile in mattoni; impostato sul lato destro del transetto e formato da ordini sovrapposti di bifore e quadrifore termina con un'alta cuspide e quattro guglie laterali tutte rivestite da piastrelle policrome in maiolica. La torre campanaria richiama nelle forme il campanile di San Giovanni di Prè e quello della Basilica di Santa Maria delle Vigne. È una struttura arcihitettonica insolita per Genova. Caratteristica che, insieme alla costruzione in mattoni (e non in pietra come usuale a quell'epoca), ed il rivestimento in piastrelle di maiolica policrome di Albisola. Queste maioliche sono dette anche "Alicantados" e sono le stesse piastrelle che rivestono anche gli edifici islamici andalusi. In una formella romboidale murata nel campanile si trovò un marmo con iscritto il nome "Pietro Bono, Magister de Antelamo" e la data 1282. .

### Opere d'arte
Numerose erano le opere d'arte conservate nella chiesa prima della soppressione, per la maggior parte andate disperse. Il Ratti, nel 1780, pochi anni prima della chiusura, cita un lungo elenco di opere, soprattutto pittoriche, realizzate dai più noti artisti liguri tra il XV e il XVII secolo, quali Teramo Piaggio, Ludovico Brea, Domenico Bocciardo, Domenico Fiasella, Giovanni Andrea Ansaldo, Bernardo Castello, Bernardo Strozzi, Orazio De Ferrari e Giulio Benso. Alcuni di questi dipinti sono stati trasferiti nella chiesa della Consolazione, anch'essa dell'ordine agostiniano, mentre nel museo dell'Accademia ligustica di belle arti sono conservati il dipinto S. Agostino lava i piedi a Cristo in veste di pellegrino dello Strozzi e Santa Chiara con due santi vescovi, di Teramo Piaggio.
Nella chiesa della Consolazione sono anche una statua di S. Agostino di Pasquale Bocciardo e un grande crocifisso su tavola (circa 5 m x 4 m), dipinto intorno alla metà del XIV secolo da un ignoto allievo di Pietro Lorenzetti, citato come il Maestro di Santa Maria di Castello.
Oggi, nel lato destro della chiesa, accanto all'altare maggiore, rimane un affresco attribuito da Pietro Toesca al pittore Barnaba da Modena e raffigurante il Giudizio finale. Questo affresco, con molta probabilità una delle ultime opere di Barnaba, è diviso in due parti: nel riquadro inferiore due angeli sovrastano le tombe dalle quali si levano i corpi dei defunti al suono delle trombe del Giudizio. Nella lunetta superiore un conciso tono drammatico assume l'implorazione di Giovanni Battista cui il Redentore si volge con lo sguardo irato, ma già placato nel gesto della mano volta verso di lui: la pittura, a ombre dense, dà rilievo ai panneggi e ai lampeggiamenti agli occhi. Sia nel Cristo che nel Battista vi è ancora traccia dello stile bizantino che Barnaba non dimentica nemmeno in questa sua probabile ultima opera, ma è presente anche il rilievo plastico delle figure che caratterizza gli ultimi suoi lavori.

### Chiostri

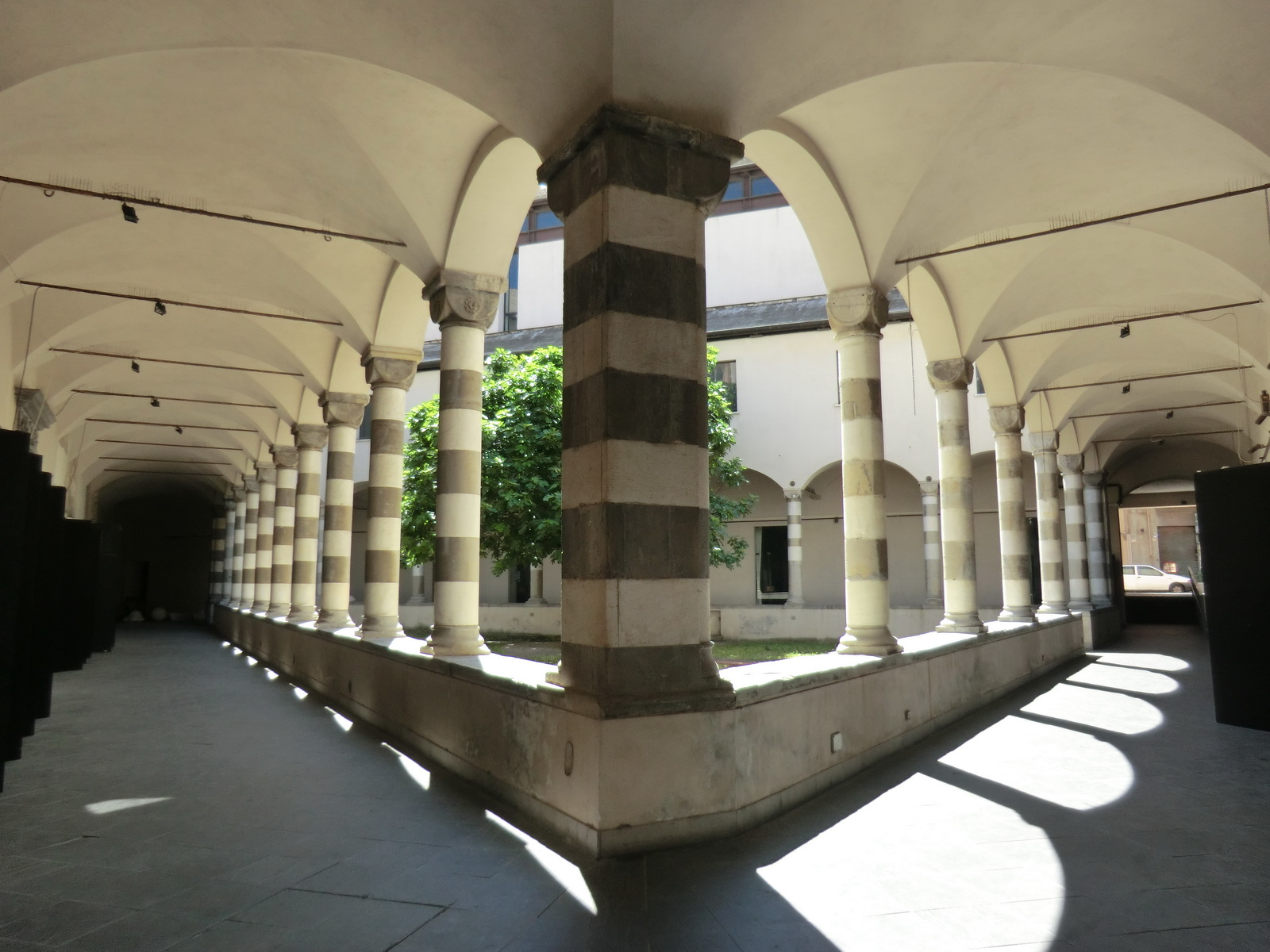
Il loggiato del chiostro triangolare

Il complesso ha al suo interno due chiostri. Sul fianco destro si trova un elegante chiostro triangolare, coevo alla chiesa, unico a Genova di questa forma, con colonne a bande bianche e nere. I capitelli sono di tipo cubico ad angoli smussati, dalle facce lisce con rare eccezioni. Questo piccolo chiostro è liberamente accessibile al pubblico, attraverso l'ingresso da piazza Sarzano.
Il secondo, più grande e di forma rettangolare, inserito nel percorso museale, risale al Seicento, quando venne costruito sull'area già occupata dagli orti del convento. Gravemente danneggiato dai bombardamenti della seconda guerra mondiale, è stato quasi completamente ricostruito.

## Museo di Sant'Agostino
Realizzato alla fine degli anni settanta del Novecento su progetto di Franco Albini e Franca Helg, l'edificio museale ha incluso nelle proprie strutture il chiostro seicentesco.
Nel museo sono raccolte sculture e frammenti architettonici di chiese e palazzi scomparsi per le vicende storiche e urbanistiche degli ultimi due secoli. Tra i reperti esposti i capitelli, risalenti al X secolo della chiesa di San Tommaso, demolita verso la fine dell'Ottocento, una coppia di leoni stilofori del XII secolo, che si trovavano un tempo all'ingresso laterale della chiesa di San Siro, la statua giacente di Simone Boccanegra, primo doge di Genova, e soprattutto i resti del monumento funebre di Margherita di Brabante (databile attorno al 1313), capolavoro di arte gotica, commissionato a Giovanni Pisano dall'imperatore Arrigo VII. I due monumenti funebri provengono entrambi dalla scomparsa chiesa di San Francesco di Castelletto. L'edificio ospita i dipinti di Luca Cambiaso e Domenico Fiasella.